# Mieke van der Wall-Duyvendak
Mieke (Mia) van der Wall-Duyvendak (Nijmegen, 16 september 1922 - Heemstede, 24 januari 1992) was een Nederlands politica van PvdA-signatuur.

## Familie
Duyvendak groeide op in een Nederlands-hervormd milieu. Haar moeder, M.S. Moulijn (1892-1958), was de dochter van een predikant en haar vader, H.W. Duyvendak (1893-1950), was achtereenvolgens zendeling in Nieuw-Guinea, accountant en predikant in Heemstede. Na de Middelbare meisjesschool begon Duyvendak aan een opleiding tot lerares koken, die zij echter afbrak toen ze op 17 november 1943 in het huwelijk trad met mr. Sake van der Wall, advocaat en procureur te Haarlem, zoon Evert van der Wall was enige tijd wethouder in Amsterdam, hij kreeg in 2009 een brug naar hem vernoemd. Samen kregen zij drie kinderen. In 1949 kwam haar man te overlijden.

## Carrière
Niet lang na de Tweede Wereldoorlog was haar man benoemd als wethouder te Haarlem voor de CHU en in 1946 was hij vervolgens overgestapt naar de toen net opgerichte PvdA. Mieke van der Wall meldde zich ook daarvoor aan als lid.
Begin jaren ’50 werd zij bestuurslid van de Protestants-Christelijke Werkgemeenschap (PCWG) binnen deze partij en van 1953 tot 1962 was zij gemeenteraadslid in Haarlem. Tijdens dit raadslidmaatschap volgde zij een studie politieke en sociale wetenschappen aan de Universiteit van Amsterdam die zij echter niet afmaakte.
In 1964 werd Mieke van der Wall benoemd tot burgemeester van Geldermalsen. Daarmee was zij de eerste vrouwelijke burgemeester in de provincie Gelderland en tegelijk met Tine s'Jacob-des Bouvrie, na de benoeming van Truus Smulders-Beliën in 1946, de tweede vrouwelijke burgemeester in heel Nederland. Op zich had Mieke van der Wall niet de voorkeur van Hugo Bloemers, de toenmalige Commissaris van de Koningin in Gelderland, maar Edzo Toxopeus, de toenmalige minister van Binnenlandse Zaken, zorgde ervoor dat zij toch werd benoemd. Na ruim 14 jaar nam zij in 1978 afscheid als burgemeester.
In 1979 werd zij voorzitter het dagelijks bestuur van Het Dorp, de woongemeenschap bij Arnhem voor mensen met een ernstige lichamelijke of meervoudige handicap.
- Biografisch Portaal: 96510975
- International Standard Name Identifier: 0000 0003 9170 3993
- Nederlandse Thesaurus van Auteursnamen: 273425722
- Virtual International Authority File: 285609383
- WorldCat: E39PBJfGXCCPwk8bPyxQMVvrbd